# Петър Михтарски
Петър Михтарски (роден на 15 юли 1966 г.) е български футболист, нападател. Един от изявените голмайстори в България през 80-те и 90-те години на ХХ век. В България играе за Пирин (Благоевград), Левски (София) и ЦСКА (София), а в чужбина за Порто, Фамаликао, Майорка и Волфсбург.

## Кариера
Голмайстор на България през 1995 с 24 гола за ЦСКА (София). В А РФГ е изиграл 301 мача (189 за Пирин (Бл), 66 за Левски (Сф) и 46 за ЦСКА (Сф)) и е отбелязал 158 гола (76 за Пирин, 49 за Левски и 33 за ЦСКА). В Б група има 26 мача и 11 гола за Пирин.
Шампион на България през 2001 и носител на купата на страната през 1991 г. с Левски. Финалист за купата през 1994 г. с Пирин, финал достатъчен на „орлетата“ за да участват в турнира за КНК.
Шампион и финалист за купата на Португалия с „Порто“ през 1992 г.
В турнира за купата на УЕФА има 5 мача и 2 гола (2 мача и 1 гол за Левски, 2 мача за Пирин и 1 мач и 1 гол за ЦСКА. През есента на 1994 с негови два гола ЦСКА побеждава Ювентус (Торино, Италия) с 3:2, но впоследствие е присъден служебен резултат 3:0 за италианците заради неправилното му картотекиране.
Дебютира в националния отбор на 28 април 1988 г. срещу Дания (в София). За А националния ни тим има 8 мача и 1 гол. Участва на СП’1994 в САЩ (играе в 1 мач). Има 51 мача и 21 гола за младежкия национален отбор, рекордьор е по участия.
Селекционер на Левски през 2001 – 2002 г. Треньор на Пирин (Благоевград) през 2002, Вихрен-2004, Беласица-2005 и Пирин 1922 през 2006. Интересен факт е, че именно Михтарски отбелязва единствения гол за ЦСКА във вечното дерби през есента на 1994, завършило с рекорден успех 7:1 за Левски.
Играл е за Пирин (Благоевград), Левски (София), ЦСКА, Порто (Португалия), Фамаликао (Португалия), Майорка (Испания) и Волфсбург (Германия).

## Статистика по сезони
- Пирин – 1983/84 – Б група, 26 мача, 11 гола
- Пирин – 1984 – 1989 – А група, 131/54
- Левски – 1989/90 – А група, 27/24
- Левски – 1990/91 – А група, 28/20
- Порто – 1991/92 – Португалска Суперлига, 31/9
- Фамаликао – 1992 – 1993 – Португалска Суперлига, 48/14
- Пирин – 1994/пр. – А група, 9/5
- ЦСКА – 1994/95 – А група, 29/24
- Майорка – 1995/ес. – Сегунда дивисион, 12/4
- ЦСКА – 1995/96 – А група, 17/9
- Волфсбург – 1996 – 1997 – Втора Бундеслига, 17/2
- Пирин – 1998/99 – А група, 26/12
- Пирин – 1999/00 – А група, 23/5
- Левски – 2000/01 – А група, 11/5

## Успехи

### Отборни
Левски (София)
- А група (1): 2000/01
- Купа на България (1): 1991

Порто
- Примейра Лига (1): 1991/92

### Индивидуални
- Голмайстор на А група (1): 1995 (24 гола)